# Чанза
Ча́нза (монг. шанза, бур. шаанза, тув. чанзы) — монгольский, бурятский и тувинский струнный щипковый инструмент китайского происхождения.
Чанза представляет собой струнной-смычковый инструмент (хордофон), в котором длинный гриф с большими колками соединён с плоским овальным корпусом-резонатором, обтянутым, по традиции, змеиной кожей. Три шёлковые или жильные струны издают звук своеобразного тембра — дребезжащий, шуршащий, чуть стучащий. Строй струн — кварто-квинтовый. Диапазон достигает трёх октав — от середины большой до середины второй. Также известна под названием «сань-цзы» или «сансянь», означающем «три струны».
Чанза является аккомпанирующим инструментом, но также может применяться для солирующих партий, подобно банджо. Чанза более популярна среди исполнителей-девушек.